# H. J. C. Grierson
Sir H. J. C. Grierson, pseudonimo di Herbert John Clifford Grierson (Lerwick, 16 febbraio 1866 – Cambridge, 19 febbraio 1960), è stato un anglista e critico letterario britannico.

## Biografia
Nato in Scozia nel 1866, studiò all'Università di Aberdeen e al Christ Church dell'Università di Oxford. Tra il 1894 e il 1915 insegnò letteratura inglese ad Aberdeen, mentre tra il 1915 e il 1935 fu Regius Professor all'Università di Edimburgo, di cui fu rettore tra il 1936 e il 1939. Fu sposato con Mary Letitia Ogston dal 1896 alla morte della donna nel 1937 e la coppia ebbe cinque figlie.
Annoverato tra i massimi esperti della poesia inglese del XVII secolo, curò un'edizione critica delle poesie di John Donne per la Oxford University Press nel 1912 che contribuì alla riscoperta dell'autore. Nel corso della sua carriera si occupò prevalentemente di poesia metafisica, ma anche di William Blake, John Milton e Walter Scott, di cui curò un'edizione critica in dodici volumi dell'epistolario. Nel 1946 fu candidato al Premio Nobel per la letteratura.